# Ghiacciaio Holt
Il ghiacciaio Holt (in inglese Holt Glacier) è un ampio ghiacciaio situato sulla costa di Walgreen, nella parte orientale della Terra di Marie Byrd, in Antartide. Il ghiacciaio, il cui punto più alto si trova 101 m s.l.m., è situato in particolare nella parte orientale della penisola Bear e da qui fluisce verso est, scorrendo tra la dorsale di Grimes, a nord, e le scogliere Jones, a sud, fino ad entrare nel mare di Amundsen.

## Storia
Il ghiacciaio Holt è stato mappato dallo United States Geological Survey grazie a fotografie aeree scattate dalla marina militare statunitense (USN) nel gennaio 1947 durante l'operazione Highjump; esso è stato poi così battezzato dal Comitato consultivo dei nomi antartici in onore di Joseph V. Holt, membro del distaccamento aereo in Antartide dell'esercito statunitense nel periodo 1965-66.